# めぐる季節の約束と、つないだその手のぬくもりと
『めぐる季節の約束とつないだその手のぬくもりと』は、だんでらいおんより発売を予定していた、美少女アドベンチャーゲーム。

## 概要
『そらふね』、『超限勇希ムゲンフィニティ』、『たいせつなきみのために、ぼくにできるいちばんのこと』などに続くだんでらいおんの第5作となる予定だった。略称は『のとのと』。
当初は2013年5月発売予定だったが、度重なる発売延期の末、2015年6月に発売中止が決定した。ただし、発売元のだんでらいおんからは、発売中止を発表しておらず、2018年3月30日現在、株式会社ゲインズの通販サイト『Getchu.com』にて商品情報を閲覧することが可能であり、発売日の欄に「発売中止」と記載されているのみである。

## ストーリー
幼少時の記憶の欠如した主人公は平凡な学園生活を送っていたが、ある日訪れた遊園地の跡地で、過去の風景を幻視する。

## 登場人物

### 主人公
遠山 昭 （とおやま あきら）
身長：170cm
本作の主人公。

### ヒロイン
弓長 彩愛 （ゆみなが あやめ）
声 - 上原あおい
身長：171cm
『地域文化研究会』の部長。
弓長 美岬 （ゆみなが みさき）
声 - 宮沢ゆあな
身長：163cm
彩愛の妹である昭の後輩。薙刀部の部員であると同時に、生徒会の役員の一人でもある。
御子柴 こまち （みこしば こまち）
声 - 海乃奏多
身長：142cm
関西出身で春に転校してきた美岬のクラスメイト。
遠山 桃花 （とおやま ももか）
声 - 水崎来夢
身長：132cm
昭の義妹。
蛍 （けい）
声 - 奏雨
身長：159cm
昭が夢の中でよく見る少女。
スノードロップ
声 - 水崎来夢
身長：140cm
昭が出会うい謎の少女。
田村 音子 （たむら ねねこ）
声 - 神辺ちせ
身長：151cm
昭の幼なじみで昭にとっては男友達のようなお隣さん

## 制作スタッフ
- シナリオ - 玉沢円
- 原画 - 倉澤もこ、カズナリ、七、明音

## 主題歌
テーマソング「観覧車 ～あの日と、昨日と、今日と、明日と～」
作詞 - 玉沢円 / 作・編曲 - Meis Clauson / 歌 - Duca
オープニングソング「夏へのとびら」
作詞 - 玉沢円 / 作・編曲 - BAL[ユージー・ナイトー、山田屋カズ] / 歌 - Riryka